# 방정환문학상
방정환문학상은 소파 방정환의 문학정신을 이어받아 이를 선양하고 문학사적 가치와 문학성이 뛰어난 아동작가를 발굴하기 위하여  시인이자 아동문학가인 이재철 단국대 명예교수가 제정하여 경희대학교 한국아동문학연구센터와 아동문학평론사가 공동으로 주관하는 문학상이다. 기성 아동문학가를 대상으로 매년 5월 동시, 동화, 평론부문으로 나눠 시상하다가 후원금 부족으로 1991년에 중단 위기에 직면하기도 했다.ㅇ

## 역대 수상 작품
- 1991년 1회 권용철 <하늘이 보내 준 여행> 하청호 <잡초뽑기: 하청호 동시집> 최지훈 <한국현대아동문학론>
- 1992년 2회 이영호 <열 두 컷의 낡은 필름> 한낙원 <페기별의 타임머신>
- 1993년 3회 임신행 <초록머리 물떼새>
- 1994년 4회 강준영 <(강준영 순수동화) 촛불 하나 켜놨죠> 신현득 <착한 것 찾기> 이준연 <무지개를 만드는 천사>
- 1995년 5회 김만석 <아동문학연구> 손광세 <빛여울의 은어떼들>  한국아동교육원 <위즈덤 창작동화1~36>
- 1996년 6회 김종상 <나무의 손> 조대현 <날마다 가슴이 요만큼씩 크는>
- 1998년 8회 강정규 <작은 학교, 큰 선생님>
- 1999년 9회 김용희 <동심의 숲에서 길찾기: 김용희 아동문학 평론집> 조장희 외글 <아기개미와 꽃씨> 문삼석 <(2학년을 위한) 동시>
- 2000년 10회 손준익 <땅에 그리는 무지개> 김자열 <한국동화 문학 연구> 정선혜 <한국 아동문학을 위한 탐색>
- 2001년 11회 이준관 <(3학년을 위한) 동시> 백익천 <내가 만난 꼬깨미>
- 2002년 12회 김영순 <우차꾼의 아들> 박상재 <한국 동화문학의 탐색과 조명> 권오삼 <고양이가 내 뱃속에서>
- 2002년 13회 박두순 <망설이는 빗방울: 박두순 제7동시집> 김은숙 <(우주로 날아간) 뒤주 왕자>
- 2003년 14회 정두리 <애기똥풀꽃이 자꾸자꾸 피네> 소중애 <(사람을 길들이는 개)쭈구리>
- 2004년 15회 송재찬 <나는 독수리 솔롱고스: 송재찬 창작동화> 노원호 <e메일이 콩닥콩닥>
- 2005년 16회 고성주 <(고성주 창작동극) 보배올시다!> 이상교 <댕기땡기> 공재동 <보물찾기>
- 2006년 17회 서향숙 <연못에 놀러온 빗방울> 최효섭 <금순이와 백설공주> 이규희 <흙으로 만든 귀>
- 2007년 18회 최명표 <아동 문학의 옛길과 새길 사이> 장성유 <(장편 환상동화)마고의 숲 1-2> 이상배 <푸하하하 나 도깨비야>
- 2008년 19회 이준섭 <(옛이야기 들려주는 황금빛) 은행나무 할아버지 : 이준섭 동시집> 이성자 <뭐가 다른데? :배려하는 마음을 일깨우는 여섯 가지 이야기> 이정석 <생태주의 아동문학과 해학의 동심 : 이정석 아동문학평론집>
- 2009년 20회 신동일 <엄마는 응오꾸엔 대왕의 딸> 박방희 <쩌렁쩌렁 청개구리: 박방희 동시집>
- 2010년 21회 전병호 <봄으로 가는 버스: 전병호 동시집> 서석영 <(소원을 들어주는) 마법과자> 박근칠 <서로 웃는 닭싸움: 박근칠 동시조집>
- 2012년 22회 진복희 <별표 아빠: 진복희 제2동시조집> 백승자 <해리네 집: 백승자 장편동화>
- 2013년 23회 강현호 동시집 <바람의 보물찾기> 원유순 동화집 <잡을 테면 잡아봐>
- 2014년 24회 최명란 동시집 <해바라기야!> 이붕 동화집 <선생님 탐구생활>
- 2015년 25회 송재진 동시조집 <아빠 무릎에 앉는 햇살>  함영연 동화집 <가자, 고구려로!>
- 2016년 제26회 곽해룡 <축구공 속에는 호랑이가 산다> 홍종의 <물길을 만드는 아이: 한강의 시작 검룡소>
- 2017년 제27회 추필숙 <일기장 유령>  이금이 <하룻밤>